# Havlov
Havlov je samota u obce Žďárec v okrese Brno-venkov nad řekou Bobrůvkou. Pojmenována je po rodině Havlových, která si zde vybudovala letní sídlo. To jim bylo v roce 1957 okresním národním výborem zabaveno a stal se z něj pionýrský tábor. Komplex v roce 2002 koupil podnikatel Zdeněk Šoula, který areál přestavuje.

## Historie
Letovisko pod vrchem Víckovem a nad údolím Bobrůvky, kilometr od Žďárce, v jehož katastrálním území se nachází, nechala v roce 1908 vystavět rodina Havlových jako své letní sídlo. Nechal jej postavit Vácslav Havel, jenž místo vybral vzhledem k blízkosti samoty Pammrov, kterou vlastnila Anna Pammrová. Byl to patrový dřevěný dům s malými okny, v přízemí se nacházela velká jídelna, v patře pak ložnice a obývací pokoj. U domu stály tenisové kurty a venkovní bazén. Rodinu Havlových zde navštěvovali slavní lidé, zavítali sem například herečky Lída Baarová, Adina Mandlová, spisovatel Eduard Bass, závodnice Eliška Junková či tenista Jaroslav Drobný. Během druhé světové války a krátce po ní zde vyrůstali bratři Václav a Ivan Havlovi, kteří docházeli do školy v nedalekém Žďárci.
V roce 1954 tady začal mladý Václav Havel pořádat první setkání skupiny Šestatřicátníků, což bylo neformální sdružení intelektuálů a umělců stojících stranou oficiálního komunistického proudu. V roce 1958 místní okresní národní výbor vyvinul na rodinu Havlových tlak, aby letovisko opustila. Rodina chtěla věnovat sídlo žďárecké škole, ovšem představitelé okresního národního výboru majetek věnovali závodnímu výboru ROH podniku TOS Kuřim; cena byla odhadována na 70 tisíc korun, ovšem Havlovi z této částky nic nedostali. V roce 1960 byl komplex přestavěn na pionýrský tábor, kolem roku 1962 nechal správce vilu Havlových zbourat. Svá cvičení zde rovněž pořádaly oddíly ozbrojených Lidových milicí.
Po listopadu 1989 se pionýrský tábor přeměnil na klasický dětský tábor, který zde fungoval do roku 2006. V roce 2002 komplex koupil v dražbě brněnský podnikatel Zdeněk Šoula za 4,9 milionu korun od továrny TOS Kuřim, která zde pořádala letní tábory a po roce 1989 areál s dřevěnými chatkami a penzionem pronajímala k pořádáním kurzů. Nový majitel, společnost Real Company, původní zchátralé budovy zlikvidoval a postavil nové objekty. V přestavěné táborové jídelně se konají schůze moravského Harley Clubu, jehož je Šoula prezidentem. Sám zde pořádá školení pro své zaměstnance a místo využívá i jako rekreační středisko. Na místě tenisového kurtu stojí dvoupodlažní sportovní hala. Šoula zde chce rovněž vybudovat památník rodiny Havlovy s přednáškovým sálem. Havlovým patřila nedaleká hájovna, z níž jedna polovina připadla Dagmar Havlové a druhá Ivanu Havlovi, kterou později prodali také společnosti Real Company.